# Cristina Cifuentes
María Cristina Cifuentes Cuencas (Madrid, 1 de julho de 1964) é uma política espanhola do Partido Popular que desempenhou a presidência da Comunidade de Madrid entre 2015 e 2018. 
Cifuentes foi deputada na Assembleia de Madrid desde 1991, exercendo o cargo durante as iii, iv, v, vi, vii, viii, ix e x legislaturas do parlamento autonômico. Foi, também, presidenta do Partido Popular na Comunidade de Madrid, e Delegada do Governo entre 2012 e 2015.

## Biografia

### Primeiros anos
Nasceu em Madrid, no dia 1 de julho de 1964, sétima em uma família de oito irmãos, filha de um general de artilharia de A Corunha (José Luis Cifuentes) e de uma dona de casa de Ourense (Fuencisla Cuencas). Cifuentes, que cursou seus estudos básicos no Colégio del Sagrado Corazón Rosales, no bairro madrilenho de Argüelles, se afiliou ao grupo Novas Gerações da Aliança Popular, em 1980, quando tinha dezesseis anos. Licenciou-se em Direito pela Universidade Complutense de Madrid (UCM). Durante seu período como estudante universitária, fez parte de maneira ativa em grupos de apoio para que Gustavo Villapalos se convertesse em decano da Faculdade de Direito e, posteriormente, em reitor desta universidade.
Começou sua carreira política nas filas da Aliança Popular (AP), onde trabalhou como assessora, e se apresentou no posto 57 da candidatura deste partido às eleições ao Parlamento Europeu celebradas na Espanha e em Portugal, em junho de 1987. Casou-se no final da década de 1980 com o arquiteto Francisco Javier Aguilar Viyuela, quem havia conhecido durante o mandato de reitor de Villapalos na Complutense, no momento em que Aguilar estava à frente de diversos projetos de faculdade e colégios maiores da UCM.

### Inicio no Parlamento Autonômico e Funcionária na Universidade
Em 1990, ingressou como funcionária do grupo B na escala de Gestão Universitária da UCM. Em 1991, o Partido Popular (PP) incluiu-a no posto 46 de sua candidatura para as eleições à Assembleia de Madrid de maio daquele ano. Eleita deputada para a iii legislatura autonômica (1991-1995), começou assim, aos 26 anos, sua trajetória parlamentária na câmara regional.
Seu primeiro cargo educativo de responsabilidade foi a direção do Colégio Maior Universitário Miguel Antonio Caro, entre 1995 e 1999. Atribui-se ao seu mandato, uma proposta formulada pelo reitor para que as residências femininas da UCM permanecessem abertas durante toda a noite.
Reeleita como deputada autonômica nas eleições de maio de 1995, desempenhou o cargo de porta-voz adjunta do Grupo Parlamentário Popular na iv legislatura (1995-1999), marcada pela mudança de governo gerada com a ascensão do PP à presidência do executivo regional, encabeçados por Alberto Ruiz-Gallardón.
Com a criação da Universidade Rey Juan Carlos (URJC), passou a formar parte do Conselho de Administração fundacional do centro, controlado inicialmente pelo conselheiro de Educação e Cultura, Gustavo Villapalos, durante o período de 1996-2000. Posteriormente, também chegaria a participar no conselho social da Universidade Carlos III de Madrid.
Reeleita deputada regional nas eleições de 1999, desempenhou sucessivamente os cargos de secretária terceira e secretária primeira da Mesa da Assembleia, na sua v (1999-2003). Entre 1999 e 2000, cursou um mestrado denominado "Curso de Administração Pública", no Instituto Universitário de Pesquisa Ortega y Gasset. Iniciou seu doutorado na Universidade Rey Juan Carlos (URJC), mas não o finalizou. Em 2001, por promoção interna, depois de uma década no grupo B de funcionários da UCM, ascendeu à Escala de Técnicos Superiores de Gestão desta universidade (grupo A).

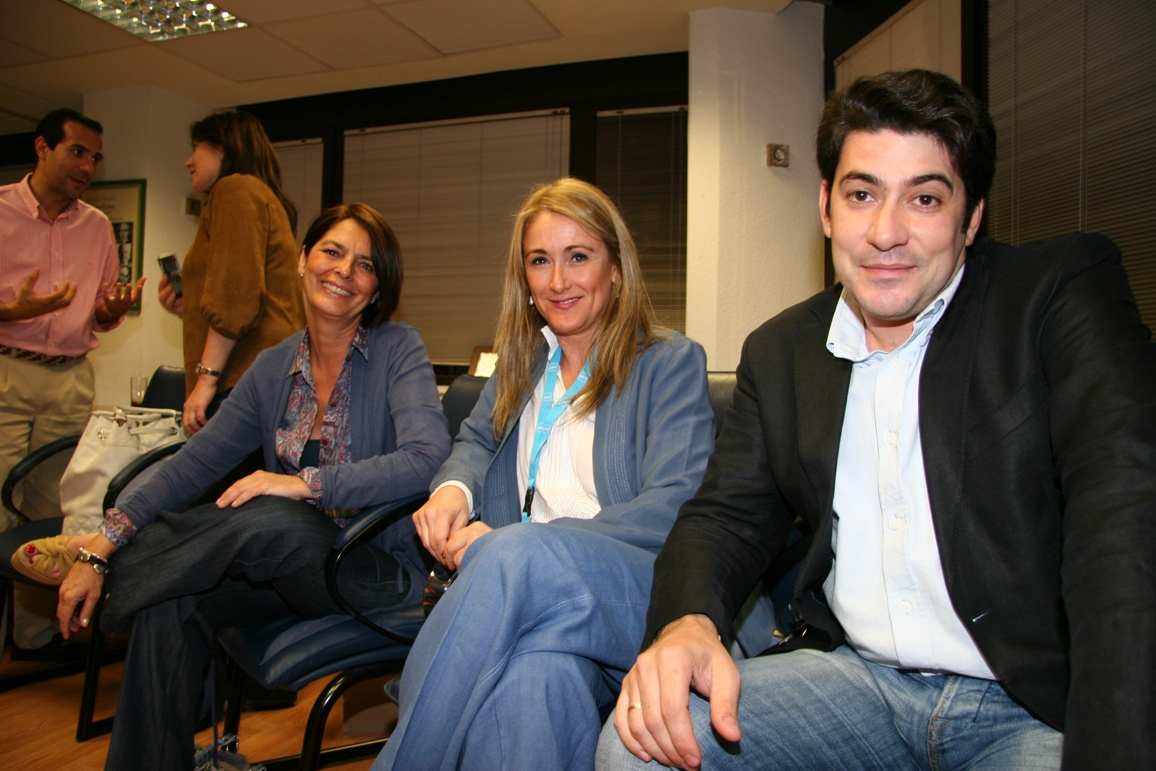
Em 7 de junho de 2009, na Sede do Partido Popular, junto com Paloma Adrados e David Pérez.

Membro da comissão de investigação do chamado "Tamayazo", foi reeleita deputada nas novas eleições de outubro de 2003 e, em novembro, designada novamente para o cargo de porta-voz adjunta do Grupo Popular. No fim de 2004, como parte da equipe proposta pela nova presidenta do PP em Madrid, Esperanza Aguirre, foi colocada à frente da Secretaria Executiva de Política Territorial, ocupando esta posição até 2008. Em fevereiro de 2005, passou a formar parte do patronato da fundação Fundescam, vinculada ao PP, permanecendo nesta também até 2008. 

### Vice-presidência primeira da Assembleia de Madrid

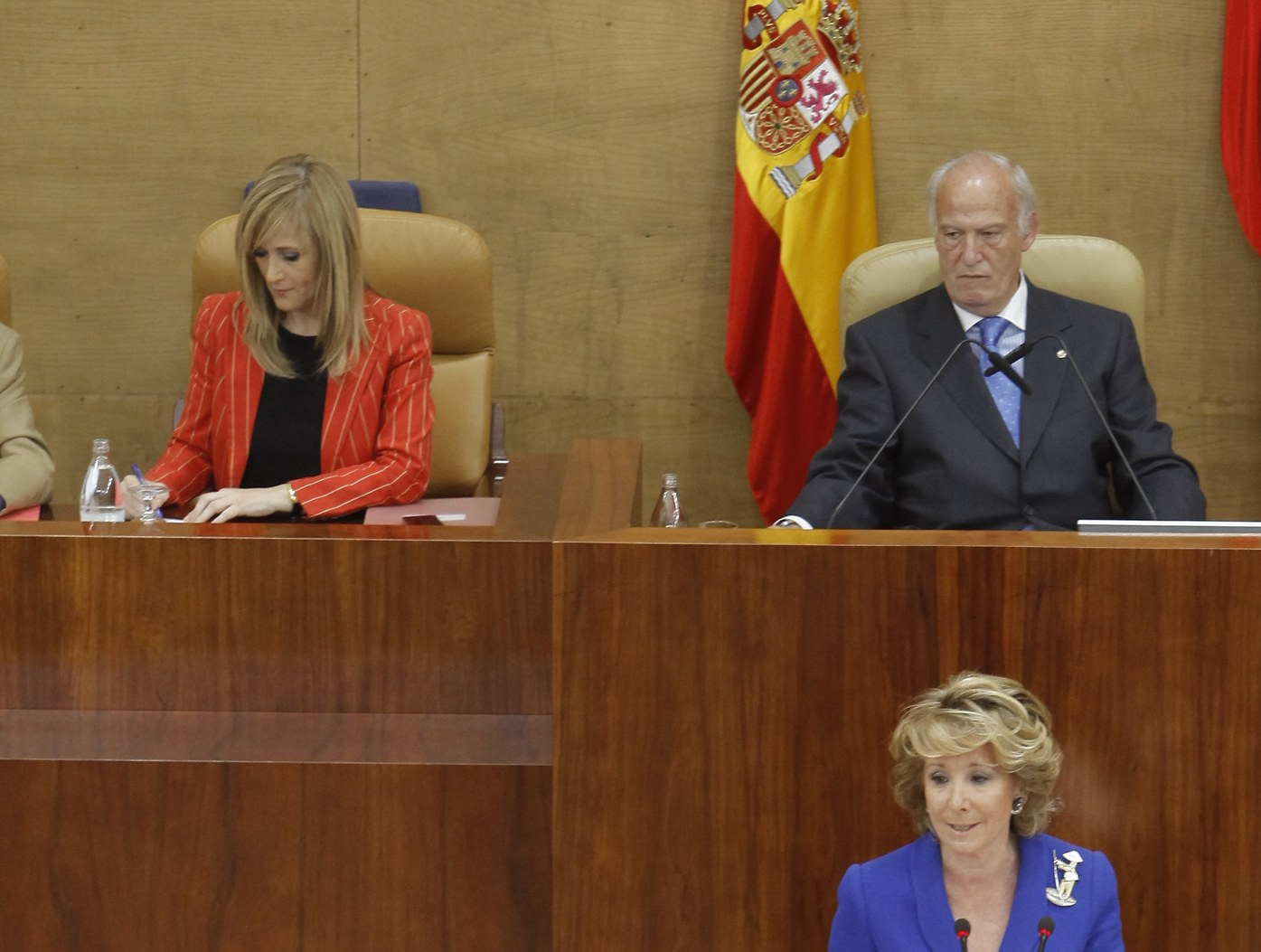
Cifuentes, na mesa da Assembleia, durante o debate de posse de Esperanza Aguirre em 2011

Cifuentes desempenhou o cargo de vice-presidenta primeira durante um período de três legislaturas compreendidas entre 2005 e 2012. Na metade da vii legislatura autonômica, em 6 de outubro de 2005, substituiu José Ignacio Echeverría na vice-presidência primeira da Mesa da Assembleia de Madrid, então presidida por Concepción Dancausa. Na sessão constitutiva da viii legislatura, celebrada em 12 de junho de 2007, revalidou o seu posto como vice-presidenta primeira da Mesa, comandada por Elvira Rodríguez. Finalmente, na ix, também foi eleita para atuar pela última vez como vice-presidência da mesa, desta vez presidida por José Ignacio Echeverría. Durante o período de sua vice-presidência, participou na gestão de diversos acordos e moções de censura do PP nas prefeituras municipais da região.
Além disso, entre 2008 e 2012, também desempenhou o cargo de presidenta do Comitê de Garantias do Partido Popular a nível regional.

### Delegada do Governo na Comunidade de Madrid
Em janeiro de 2012, após a chegada de Mariano Rajoy à Presidência do Governo espanhol, foi nomeada como nova Delegada do Governo na Comunidade de Madrid, tomando posse no dia 16 do mesmo mês. Para tal, demitiu-se dos cargos de deputada e vice-presidenta primeira na ix legislatura da Assembleia de Madrid, sendo substituída por Mario Utrilla e Rosa Posada, respectivamente. Integrou em sua equipe de trabalho, entre outros, Rosalía Gonzalo, como chefe de Gabinete, e Marisa González, como chefe de Imprensa.

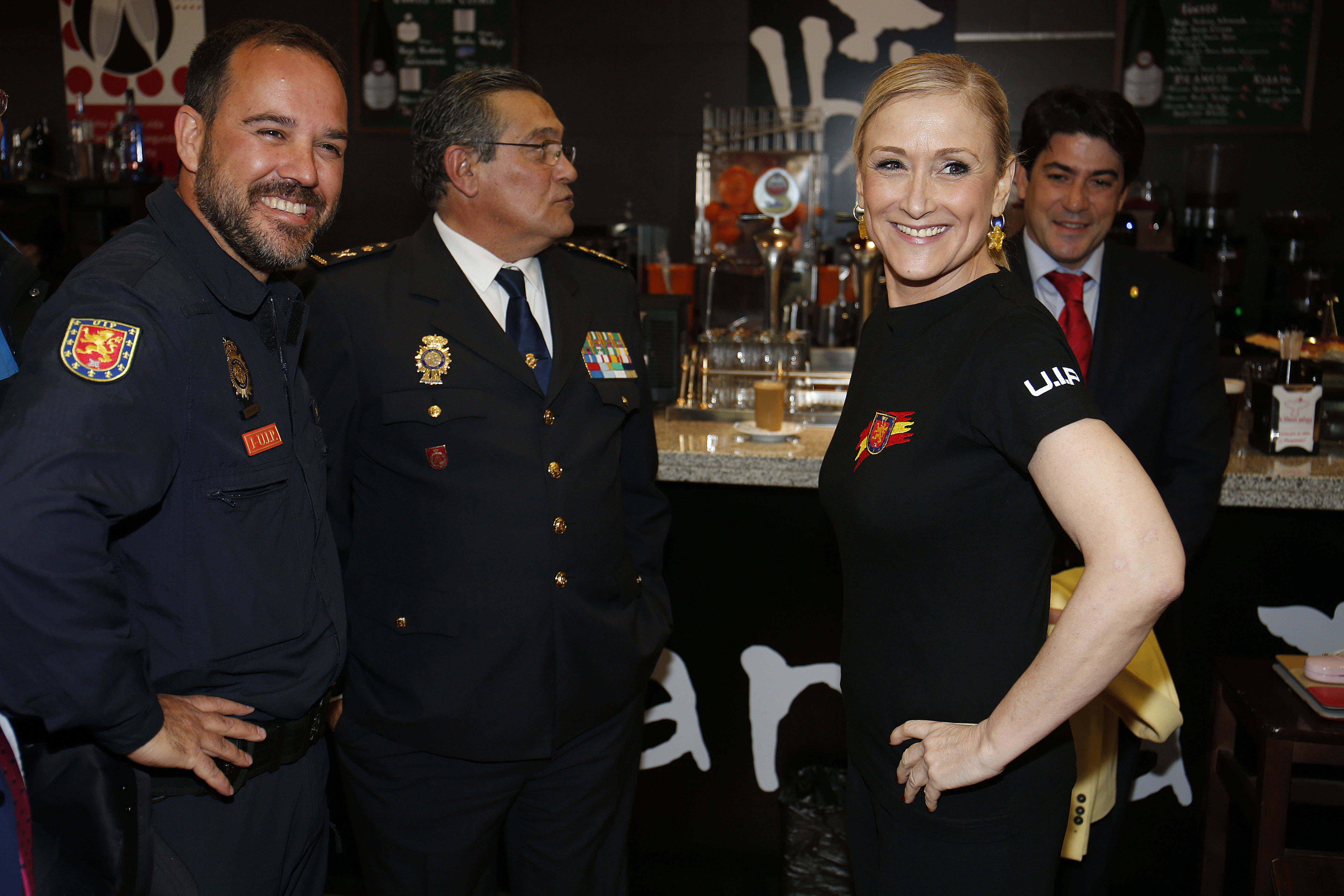
Em abril de 2015, durante um ato como delegada do Governo junto a efetivos das Unidades de Intervenção Policial.

Durante seu mandato como delegada do Governo, enfrentou a uma multidão de manifestações e protestos em Madrid, nos quais houve incidentes considerados graves, como as Marchas da Dignidade de 2014, que contou com pelo menos 20 detidos e 100 feridos, entre eles 67 policiais. 
No final de 2012, foram apresentados contra ela uma denúncia de delitos contra as Altas Instancias do Estado e uma queixa pelas multas impostas durante um protesto, que foi indeferida depois alguns meses. Devido aos protestos causados pela crise, foi criticada pelo uso e abuso das Unidades de Intervenção Policial (UIP), inclusive pelo reporte de que vários agentes policiais não estavam usando uma placa visível, com o número de identificação.
Em 20 de agosto de 2013, ingressou em estado grave no Hospital La Paz por traumatismo torácico severo, com cinco costelas quebradas, após sofrer um acidente de moto no Paseo de la Castellana. Circulava sem a revisão da Inspeção Técnica de Veículos (ITV). Recebeu alta médica em 23 de setembro de 2013.

### Presidência da Comunidade de Madrid

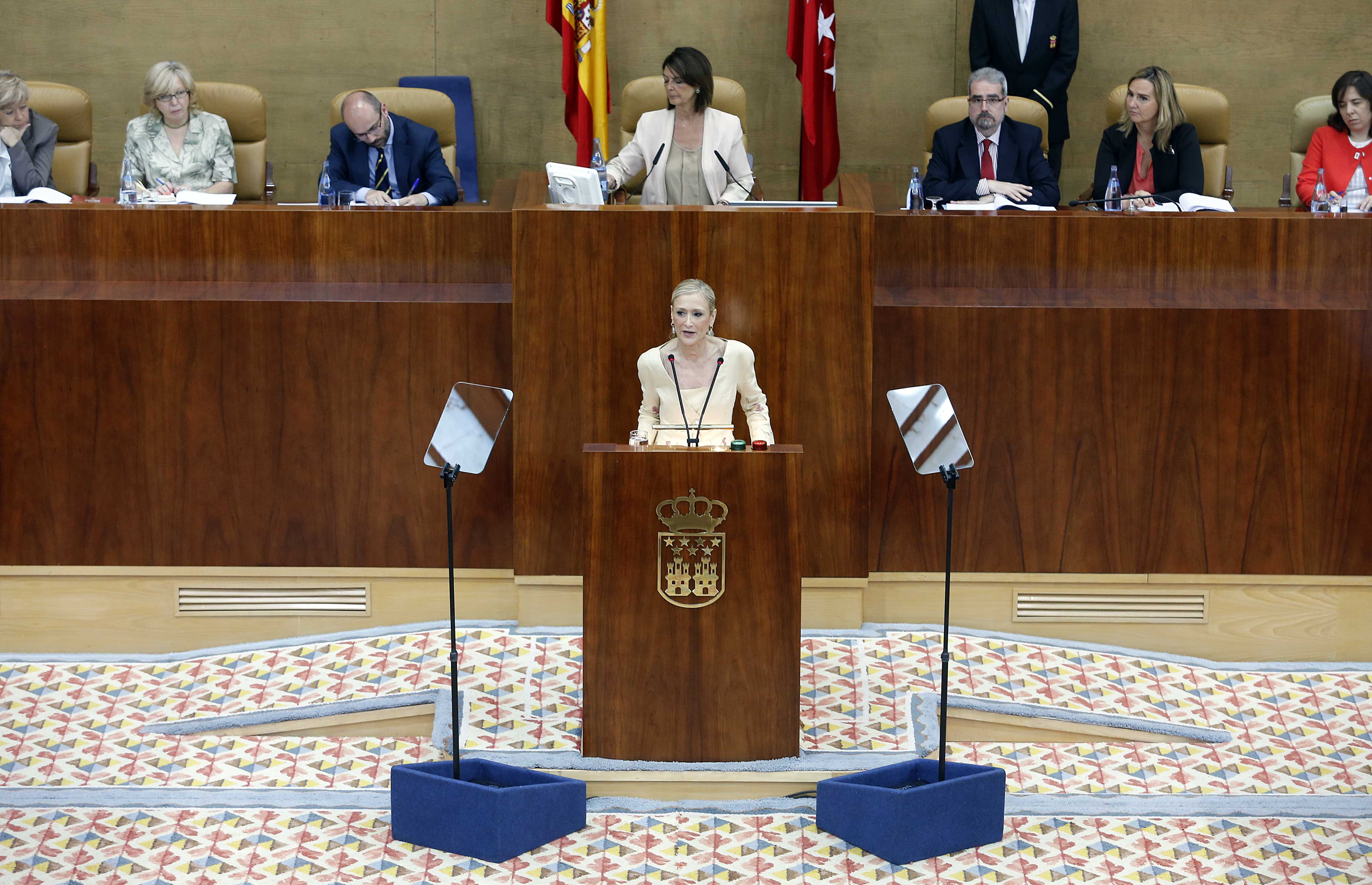
No debate de sua posse como presidenta da Comunidade de Madrid, em junho de 2015.

Em março de 2015 foi designada pelo PP como candidata à presidência da Comunidade de Madrid, bem como líder da lista eleitoral deste grupo nas eleições autonômicas de 2015. Após as eleições de 25 de maio, e a constituição da legislatura da Assembleia de Madrid, foi proposta pela nova presidenta da câmara, Paloma Adrados, como candidata à presidência da Comunidade. 
Em 24 de junho de 2015, com 65 votos a favor (48 votos do grupo do Partido Popular na Assembleia de Madrid, e 17 votos do grupo parlamentário Ciudadanos) e 64 em contra, foi investida presidenta da Comunidade de Madrid, tomando posse no dia 25 de junho. Nomeou como chefe de gabinete Marisa González, com quem já havia trabalhado anteriormente quando esta desempenhava funções de chefe de Imprensa na Delegação do Governo durante a chefia de Cifuentes. Nomeou como integrantes de sua equipe de governo, Ángel Garrido (Presidência e Justiça), Engracia Hidalgo (Economia, Emprego e Fazenda), Jaime González Taboada (Meio Ambiente, Administração Local e Ordenança do Território), Pedro Rollán (Transportes, Habitação e Infraestruturas), Jesús Sánchez Martos (Saúde), Carlos Izquierdo (Políticas Sociais e Família), e Rafael van Grieken (Educação, Juventude e Esportes).

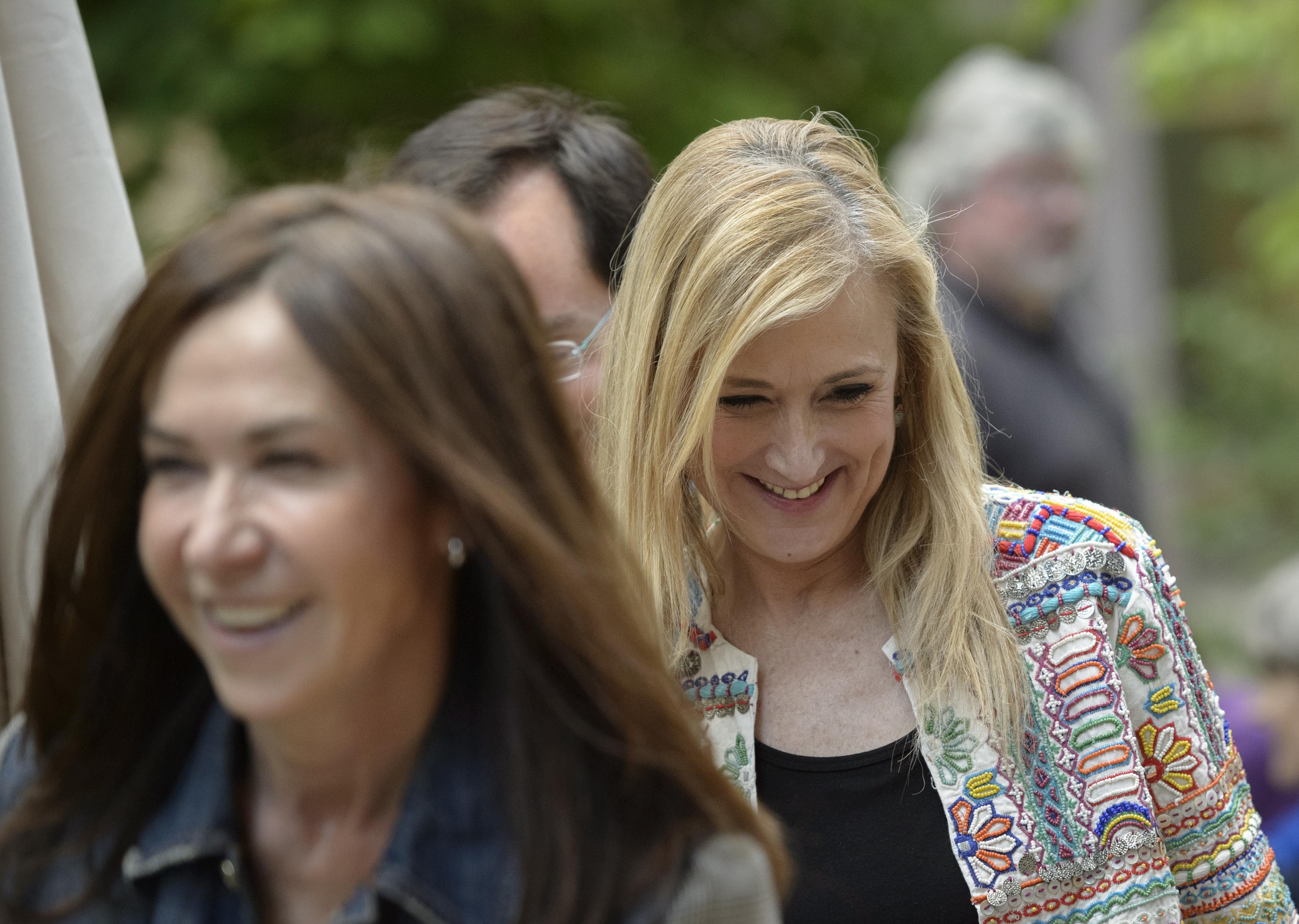
Cifuentes em segundo plano, junto a sua chefe de Gabinete Marisa González.

Em fevereiro de 2016, após a demissão de Esperanza Aguirre como líder do PP regional, Cifuentes assumiu o cargo de presidenta da comissão gestora desta organização territorial, nomeada pelo comitê executivo do PP a nível nacional.

### Presidência do PP regional
Em fevereiro de 2017, um ano após assumir, Cristina Cifuentes se demitiu como presidenta da gestora do PP de Madrid, sendo substituída por Juan Carlos Vera, e anunciou sua candidatura para presidir o partido em Madrid, com a "intenção de revitalizá-lo, devolver o protagonismo e a ilusão aos militantes, avançar na regeneração democrática e recuperar a credibilidade". Em 18 de março de 2017, foi eleita no XVI Congresso do PP madrilenho como presidenta, com aproximadamente 93% dos votos dos afiliados inscritos (2316 sobre 2483 votos válidos). Seu rival nestas primárias foi Luis Asúa.

### Moção de Censura

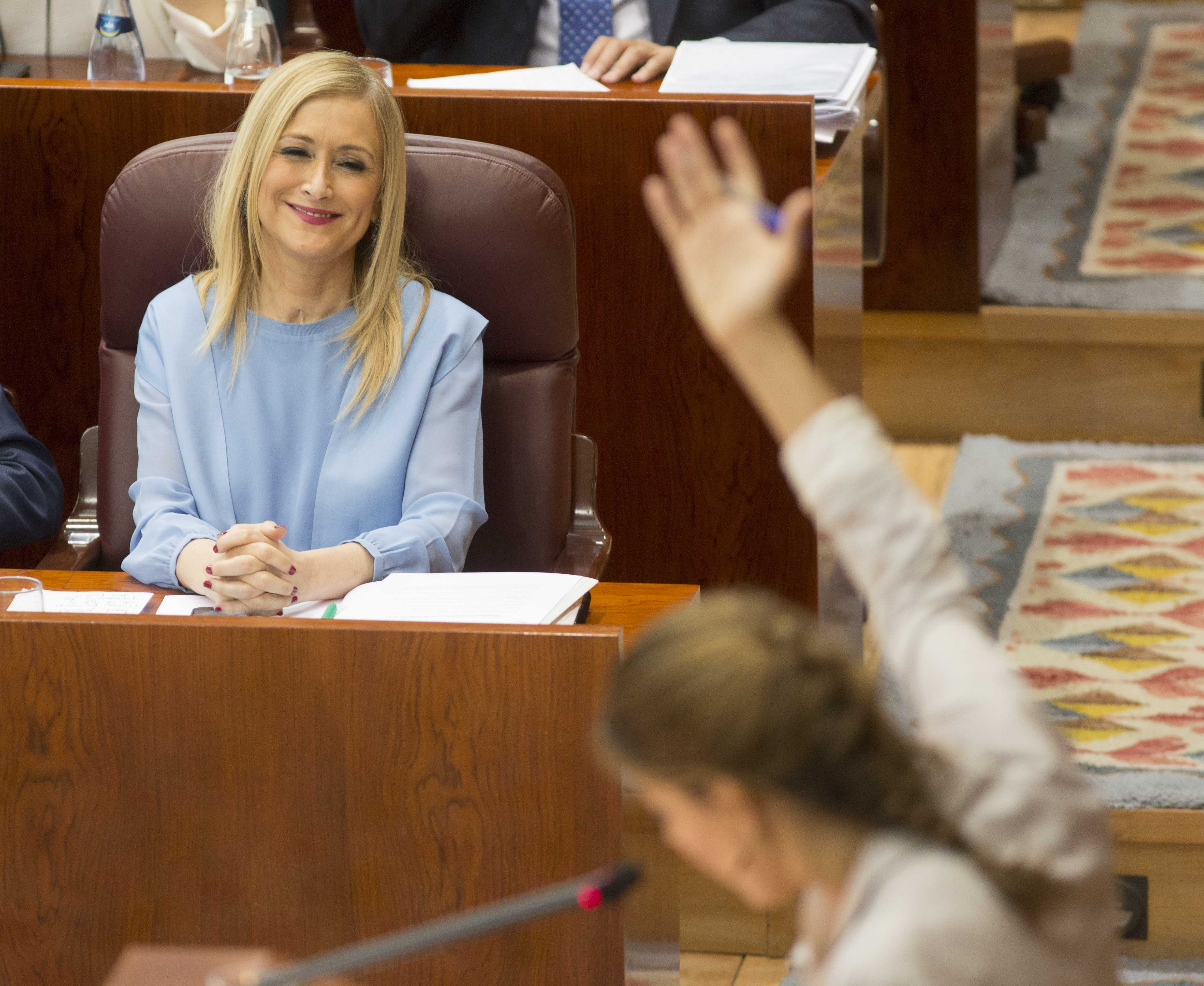
Cifuentes, em segundo plano, sentada no seu posto na Assembleia durante a fala de Lorena Ruiz-Huerta (primeiro plano) na sessão correspondente a moção de censura contra ela em 8 de junho de 2017

Em 2 de junho de 2017, compareceu na Comissão de Investigação de Corrupção da Assembleia de Madrid, para esclarecer supostas irregularidades — investigadas pela Unidade Central Operativa (UCO), no marco da Operação Púnica — na contratação e licitação, em 2009 e 2011, da cafeteria do parlamento regional, correspondentes ao período durante o qual Cifuentes era vice-presidenta primeira e presidenta da mesa de contratação, o que supostamente atribuía a Cifuentes qualquer responsabilidade quanto ao grupo de funcionários. Seis dias mais tarde, em 8 de junho, foi submetida uma moção de censura, iniciada pelo Grupo Parlamentário Podemos na Assembleia, que apresentou como candidata alternativa à presidência da comunidade autônoma, Lorena Ruiz-Huerta. A moção não seguiu, tendo votado a favor unicamente os 27 deputados do grupo Podemos, contra 37 abstenções do Grupo parlamentário socialista e os 64 votos contrários dos grupos do PP e Ciudadanos.

### Caso Cifuentes, vídeo dos cremes e demissão de seus cargos

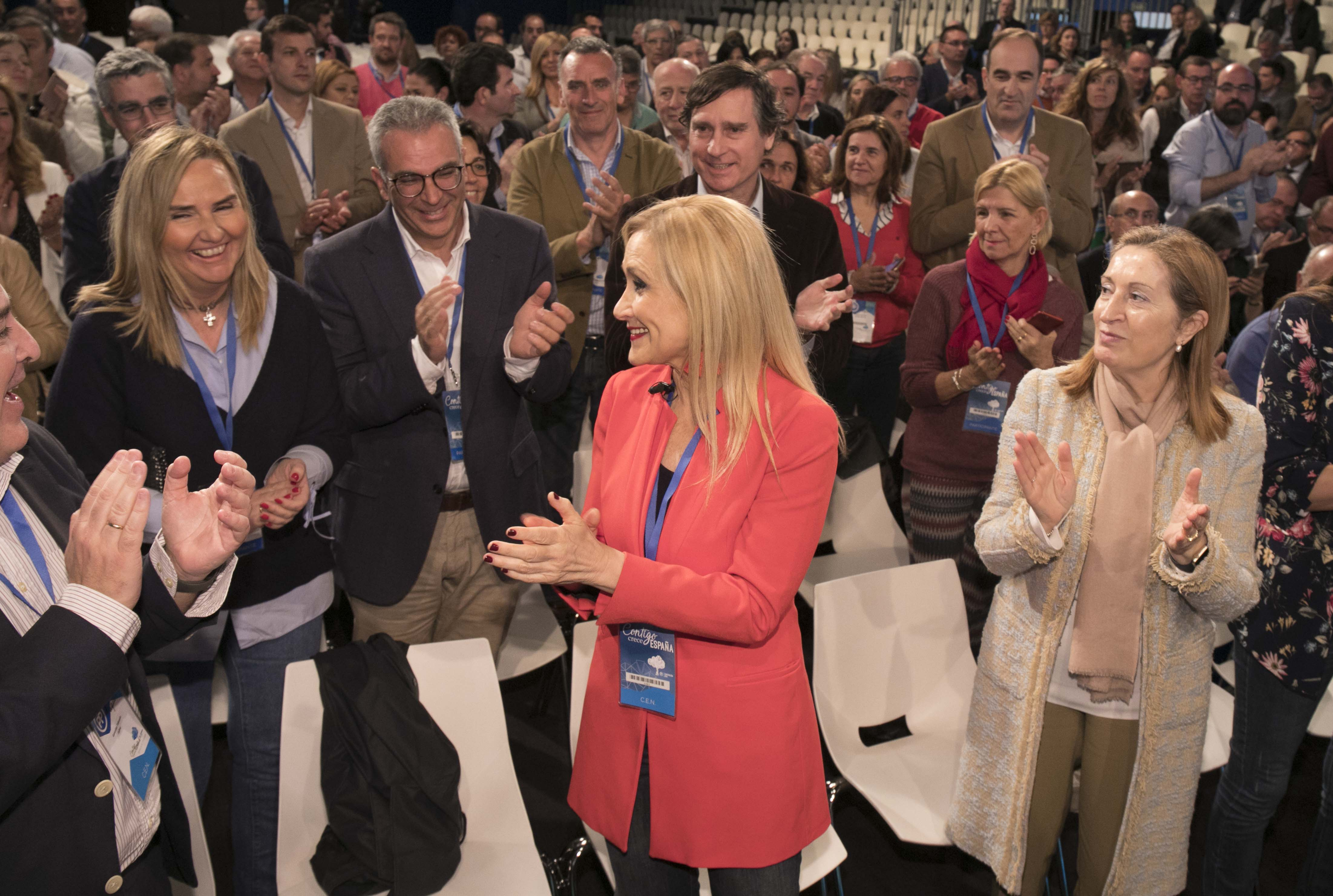
Cristina Cifuentes aplaudida por seus correligionários em 7 de abril de 2018 durante a Convenção Nacional do PP, celebrada em Sevilha.

Em 4 de abril de 2018, compareceu de forma extraordinária ante o pleno da Assembleia após um requerimento de explicações por supostas irregularidades em seu expediente acadêmico, relativo à aquisição de seu título de mestrado em direito autonômico na Universidade Rey Juan Carlos (URJC), no qual se havia matriculado para o período letivo de 2011-2012. Não convencidos de suas explicações, no dia seguinte, o Grupo Parlamentário do PSOE da Comunidade de Madrid registrou na sede parlamentaria uma moção de censura contra Cifuentes, por considerar evidente a fraude em seu mestrado, e apresentou como candidatura alternativa à presidência da comunidade autônoma, Ángel Gabilondo.
Na manhã da quarta-feira 25 de abril de 2018, foram divulgados nos meios de comunicação, um vídeo de segurança em 2011, em que se observava Cristina Cifuentes na sala de segurança de um centro comercial, após uma tentativa de furto de um creme anti-rugas, presumidamente cometido pela então vice-presidenta primeira da Assembleia de Madrid. Ao meio dia, em uma entrevista coletiva, Cifuentes anunciou sua renuncia ao cargo de presidenta da Comunidade de Madrid, afirmando ser vítima de uma "campanha de assédio e destruição", e justificando sua decisão como sendo uma maneira de impedir a tomada do governo pelo que ela chamou de "esquerda radical". A moção de censura registrada contra Cifuentes por causa do caso do mestrado cessou de forma automática após sua demissão, antes de ter sido programada nenhuma data por parte da presidenta do parlamento autonômico, Paloma Adrados. Ángel Garrido, mão direita de Cifuentes e conselheiro de Presidência, Justiça e Porta-voz do Governo, assumiu as funções da presidência do executivo da Comunidade de Madrid.
Em 27 de abril, Cifuentes também comunicou, por meio de carta a María Dolores de Cospedal, sua renúncia à presidência do PP na Comunidade de Madrid e, em 8 de maio, comunicou à mesa da Assembleia regional, a sua renuncia como deputada autonômica, deixando por fim a vida política. Procedeu, então, a solicitar sua reincorporação no posto de funcionária da Universidade Complutense de Madrid. Em maio de 2018, o juizado de instrução número 51 de Madrid imputou Cifuentes na comissão de supostos delitos de suborno e falsificação de documento público no caso do Mestrado, e a convocou para declarar em junho. 